# Ruud Jolie
Ruud Jolie (Tilburg, 19 april 1976) is gitarist van de Nederlandse symfonische-metalband Within Temptation. Hij is actief in de band sinds 2002.

## Levensloop
Als kind speelde Jolie vooral keyboard, maar al gauw ontwikkelde hij een voorliefde voor de gitaar na het zien van een video van een Iron Maiden-concert. Na zijn middelbare-schoolopleiding ging hij dan ook naar het conservatorium, waar hij in 1999 afstudeerde op de jazzgitaar.
Jolie begon zijn carrière bij een aantal lokale bands. Vervolgens ging hij spelen bij Brotherhood Foundation, een nu-metalband waarbij hij twee jaar bleef. Bij een optreden van de band in 1998 op het Dynamofestival in Tsjechië ontmoette hij Within Temptation. Op dat moment was Michiel Papenhove nog de gitarist van Within Temptation.
Na Brotherhood Foundation begon Jolie in 2001 te spelen bij de alternatieve-rockband Vals Licht. Een maand later kreeg hij echter al het verzoek van Within Temptation om Papenhove te komen vervangen, aangezien die zou gaan stoppen. Jolie wees het voorstel af; hij was immers pas net begonnen bij Vals Licht en vond het niet gepast om zo snel alweer te vertrekken. Een paar maanden later besloot hij wel om bij Within Temptation te spelen als tijdelijk lid, totdat de band definitief een nieuwe gitarist zou hebben gevonden. Dit tijdelijke veranderde later in Jolies definitieve lidmaatschap.
In 2010 ging hij mee op tournee met Agua de Annique ter vervanging van Joris Dirks. Eveneens in 2010 vormde hij samen met onder anderen zangers Damian Wilson (Threshold) en Anneke van Giersbergen (VuuR, Agua de Annique, ex-The Gathering) het project Maiden uniteD, waarbij nummers van Iron Maiden in akoestische versie worden uitgevoerd.
Naast zijn bijdragen op gitaar voor Within Temptation kwam Jolie in 2011 met een gelijknamig album van zijn soloproject "For All We Know". Zes jaar later verscheen het tweede album Take Me Home. Op beide albums is Wudstik te horen als zanger en op het tweede staat een vocale bijdrage van Anneke van Giersbergen.
- International Standard Name Identifier: 0000 0000 5759 1981
- MusicBrainz: 182a0227-d42e-4a9f-9efb-62ede9ae0671
- Nationale Bibliotheek van Tsjechië: xx0086967
- Virtual International Authority File: 85877895